# Rosa Anders Causse
Rosa Anders Causse (* in Santiago de Cuba) war eine kubanische Anwältin und Politikerin. Sie gehörte 1936 zu den ersten Frauen, die in das kubanische Parlament (Congreso, Cámara de Representantes) gewählt wurden.

## Wirken
Rosa Anders Causse wurde in Santiago de Cuba geboren, ließ sich aber nach ihrem Jurastudium mit Promotion in Camagüey nieder. In dieser Stadt war sie die erste Pflichtverteidigerin. Mit Isabel Esperanza Betancourt de Betancourt war sie 1923 Vizepräsidentin der Asociación Femenina de Camagüey, die von Emma Betancourt de Agramonte geführt wurde. In diesem Jahr fand der erste kubanische Frauenkongress statt.
Anders Causse forderte 1927 eine Gefängnisreform, sie beklagte in Frauengefängnissen gäbe es keine Gesundheitskontrolle und eine Rehabilitation fände nicht statt.
Nach Zulassung des Frauenwahlrechts in Kuba gehörte sie zu den ersten sieben Frauen, die sich 1936 erfolgreich zur Wahl stellten. Rosa Anders Causse vertrat wie Herminia Rodríguez Fernández den Wahlbezirk Camagüey. Ihre Zahl wird auch mit sechs angegeben. Anders Causse war Kandidatin der Liberalen Partei.

## Schriften
- El gran problema de la mujer delincuente, estudio acerca de las condiciones en que se encuentra las cárceles tratando de las reformas del sistems. Imprenta La Universal. Havana 1927.